# Peter Diederich
Peter Diederich (* 7. November 1938 in Jena; † 9. Juni 2015) war ein deutscher Politiker und Funktionär der DDR-Blockpartei DBD. Er war 1990 kurzzeitig Minister für Umweltschutz und Wasserwirtschaft der DDR.

## Leben
Der Sohn einer Arbeiterfamilie besuchte von 1944 bis 1956 die Grund- und die Oberschule mit Abitur. Von 1952 bis 1962 war er Mitglied der FDJ. Von 1956 bis 1962 studierte er Landwirtschaft an der Friedrich-Schiller-Universität Jena und schloss sein Studium als Diplom-Landwirt mit der Spezialrichtung Phytopathologie ab. Im Jahr 1962 wurde er Mitglied der Demokratischen Bauernpartei Deutschlands (DBD), des FDGB, der DSF und des Kulturbundes. Von 1962 bis 1973 arbeitete er als Pflanzenschutzagronom bzw. Leiter der Pflanzenschutzstelle Schleiz/Lobenstein. Von 1964 bis 1968 fungierte er als Vorsitzender der Ortsgruppe Schleiz der DBD. Von 1968 bis 1974 war er Mitglied des Kreisvorstandes Schleiz der DBD und seines Sekretariats. 1971 wurde er zum Dr. agr. promoviert. Von 1974 bis 1990 war er Mitglied des DBD-Bezirksvorstandes Gera und seines Sekretariats. Diederich war von 1973 bis 1974 Stellvertreter für Produktion in der Produktionsleitung des Rates des Kreises Schleiz.
Von Januar 1975 bis Juli 1981 war er Mitglied des Rates des Bezirkes Gera für Umweltschutz und Wasserwirtschaft, danach wirkte er als stellvertretender Vorsitzender des Rates des Bezirks Gera für Energie, Verkehrs- und Nachrichtenwesen, ab 1986 war er für Verkehrs- und Nachrichtenwesen zuständig. Von Oktober 1976 bis 1990 war Diederich Abgeordneter des Bezirkstages Gera. Er gehörte dem Parteivorstand der DBD von 1982 bis 1986 an. Am 5. Januar 1990 trat er das Amt eines Stellvertreters des Ministers für Naturschutz, Umweltschutz und Wasserwirtschaft und Leiters der Umweltüberwachung der DDR in der Regierung Modrow an. Sechs Tage später – am 11. Januar 1990 – wurde er auf Bitte des Ministerpräsidenten Hans Modrow von der 14. Tagung der Volkskammer zum Mitglied des Ministerrates gewählt und zum Minister für Naturschutz, Umweltschutz und Wasserwirtschaft berufen. Dieses Amt übte er bis zum 12. April 1990 aus.

## Schriften
- Untersuchungen über den Verlauf und die Auswirkungen des Befalls durch Rüsselkäfer der Gattungen Sitona Germ. und Phytonomus Schönh. in ostthüringischen Rotkleebeständen auf Schieferverwitterungsböden. Dissertation, Universität Jena 1971.